# Ürümqi Metro
Ürümqi Metro ist die U-Bahn der chinesischen Stadt Ürümqi, der Hauptstadt der autonomen Region Xinjiang. Es ist das 35. U-Bahn-System, das auf dem chinesischen Festland in Betrieb genommen wurde, und das zweite in Nordwestchina.

## Linien
Die bisher einzige Linie 1 führt vom Flughafen Ürümqi-Diwopu im Nordwesten über Balou nach Santunbei im Süden. Die Strecke wurde vollständig unterirdisch für 80 km/h Höchstgeschwindigkeit trassiert. Im April 2025 wurde ein zwei Stationen und sechs Kilometer langer Abschnitt auf dem Flughafengelände eröffnet. Diese Strecke wird zukünftig Teil der Linie 2.
Die Linie 2 befindet sich im Bau. Die Linie wird den Bahnhof Ürümqi anbinden und führt von Huashan Street bis nach Nanmen. Sie wird voraussichtlich 16 Stationen auf 19,35 km Länge haben.

## Fahrzeuge
Die Metro setzt standardisierte Sechswagenzüge des Typs A ein. Die Züge sind weiß mit blauen und roten Farbakzenten lackiert.